# جون إليوت وارد
جون إليوت وارد (بالإنجليزية: John Elliott Ward)‏ هو محامي ودبلوماسي وسياسي أمريكي، ولد في 1814، وتوفي في 1902. حزبياً، نشط في الحزب الديمقراطي. وقد انتخب عضو مجلس نواب جورجيا.